# Randia sonorensis
Randia sonorensis là một loài thực vật có hoa trong họ Thiến thảo. Loài này được Wiggins miêu tả khoa học đầu tiên năm 1940.